# Simulium adleri
Simulium adleri es una especie de insecto del género Simulium, familia Simuliidae, orden Diptera.
Fue descrita científicamente por Jitklang & Kuvangkadilok en 2008.